# 片山光生
片山 光生（かたやま てるお、1918年（大正7年）9月27日 - 1985年（昭和60年）8月16日）は、日本の建築家。官庁営繕と民間の建築家として活躍。建設省近畿地方建築局時代の奈良県庁舎が代表作。

## 経歴
名古屋市生まれ。愛知県立第五中学校、奈良中学校、旧制第六高等学校（岡山）を経て、1943年京都帝国大学工学部卒業。海軍に入り、高知で終戦を迎える。
1946年以降、運輸技官、建設技官として高松、大阪に赴任。1956年以降、建設省近畿地方建設局（課長職）、関東地方建設局（同）、中国地方建設局（部長職）を経て、1969年、建設大臣官房庁舎営繕部建築課長。
1973年に退官し、京都の内藤建築事務所の代表取締役社長に就任。1983年、同社を退社、グリーン・アーキ研究所代表取締役社長。1985年逝去。

## 国立競技場のエピソード
- 近畿地方建設局の在職中、出向で国立霞ヶ丘競技場陸上競技場（旧国立競技場）の設計チームに加わる。チーフの角田栄は元近畿地建建築課長で、片山は当時の部下だった[3]。2人とも京大出身である[4]。「東大出の連中はセオリーに頼り、創造性がない」という角田栄チーフの意向により、設計チームが形成されたといわれる。
- 国立競技場の聖火台のデザインに悩んでいた頃のこと。残業帰りに片山は同僚たちと行きつけのトリスバーへ入った。トリスのグラスを何気なく眺めていた片山が「これだ。これでいこう」と物にとりつかれたように叫んだ。ここから聖火台のデザインが決まったという[5]。

## 作品
- 国立霞ヶ丘競技場陸上競技場
- 奈良県庁舎
- 奈良県立美術館
- 奈良県文化会館（基本設計）
- 東京国立博物館東洋館（谷口吉郎基本設計、実施設計）